# Ŋ̌
Cette page contient des caractères spéciaux ou non latins. S’ils s’affichent mal (▯, ?, etc.), consultez la page d’aide Unicode.
L’eng caron (majuscule : Ŋ̌, minuscule : ŋ̌) est un graphème utilisé dans l’écriture des langues bamilékées. Elle est composée d’un eng ‹ ŋ › diacrité d’un caron.

## Représentations informatiques
L’eng caron peut être représenté avec les caractères Unicode suivants  :
- décomposé (latin étendu B, diacritiques)[1],[2]

| formes    | représentations | chaînes de caractères | points de code | descriptions                                  |
| --------- | --------------- | --------------------- | -------------- | --------------------------------------------- |
| capitale  | Ŋ̌               | Ŋ◌̌                    | U+014A U+030C  | lettre majuscule latine eng diacritique caron |
| minuscule | ŋ̌               | ŋ◌̌                    | U+014B U+030C  | lettre minuscule latine eng diacritique caron |